# Le Retour de Mike Hammer
Pour plus de détails, voir Fiche technique et Distribution.
Le Retour de Mike Hammer (The Return of Mickey Spillane's Mike Hammer) est un téléfilm américain réalisé par Ray Danton, sorti en 1986. Il s'agit d'une libre aventure du détective privé Mike Hammer, un personnage imaginé par l'écrivain américain Mickey Spillane en 1947. Ce téléfilm sert de transition entre la série Mike Hammer (Mickey Spillane's Mike Hammer) diffusée en 1984-1985 et la série Le Retour de Mike Hammer (The New Mike Hammer) diffusée en 1986-1987. Arrêté et condamné à la prison en Angleterre en 1984, Stacy Keach avait en effet dû mettre de côté son rôle le temps de purger sa peine.

## Synopsis
Après une disparation inquiétante, le détective privé Mike Hammer (Stacy Keach) est chargé de la protection des acteurs pendant le tournage d’un film à New York. Malgré sa vigilance, une nouvelle victime disparaît et Hammer part alors à sa recherche dans une ville qui n’est pas la sienne.

## Fiche technique
- Titre : Le Retour de Mike Hammer
- Titre original : The Return of Mickey Spillane's Mike Hammer
- Réalisation : Ray Danton
- Scénario : Janis Hendler, Larry Brody et James M. Miller d’après le personnage de Mike Hammer inventé par Mickey Spillane
- Musique : Earle H. Hagen
- Directeur de la photographie : Héctor R. Figueroa
- Montage : Richard E. Rabjohn
- Distribution : Mary Ann Barton, Diane Dimeo et Michael McLean
- Création des décors : Ross Bellah et William L. Campbell
- Création des costumes : Grady Hunt
- Supervision des maquillages : Leo Lotito Jr.
- Effets spéciaux : Larry L. Fuentes
- Coordination des cascades : Buddy Joe Hooker
- Producteur : Gray Frederickson
- Producteur associé : Jeffrey Morton
- Producteur exécutif : Jay Bernstein
- Compagnies de production : Jay Bernstein Productions et Columbia Pictures Television
- Compagnie de distribution : Sony Pictures Television
- Pays d'origine : États-Unis
- Langue : anglais
- Format négatif : 35 mm
- Ratio écran : 1,37:1
- Son : mono (Westrex Recording System)
- Genre : Néo-noir, film policier
- Durée : 1 h 34
- Sortie :  États-Unis : 18 avril 1986

## Distribution
- Stacy Keach : Mike Hammer
- Lindsay Bloom (en) : Velda
- Don Stroud : Capitaine Pat Chambers
- Kent Williams (en) : Procureur Lawrence D. Barrington
- Emily Rose Chance : Megan
- John Karlen : Chapel
- Lauren Hutton : Joana Lake
- Mickey Rooney : Jack Bergan
- Stephen Macht : Nick Anton
- Vince Edwards : L’agent du FBI Frank Walker
- Michael Preston (en) : David Anson Kola
- Lee Benton : Jenny
- Tom Everett : Orville Tate
- Leo Penn
- Peter Iacangelo
- Dionne Warwick
- Dabney Coleman
- Donna Denton : The Face
- Malgosia Tomassi (en)
- Kieu Chinh (en)
- Bob Tzudiker
- Otto Felix (en)
- Frank McRae
- Gianni Russo
- Corinne Wahl (en)
- Bobby Bass (en)
- Jo Ann Pflug

## Autour du film
- Ce téléfilm a notamment été tourné à The Burbank Studios à Los Angeles et à New York dans l’état de New York.
- Stacy Keach a régulièrement tenu le rôle de Mike Hammer dans les années 1980. Il reprend ainsi ce personnage dans les téléfilms Si tu me tues, je te tue (Murder Me, Murder You) en 1983, Il pleut des cadavres (More than Murder) en 1984 et Le Carnet fatal (Mike Hammer: Murder Takes All) en 1989 ainsi que dans les séries télévisées Mike Hammer (Mickey Spillane's Mike Hammer) en 1984-1985 et Le Retour de Mike Hammer (The New Mike Hammer) en 1986-1987. Dans les années 1990, il incarne une dernière fois le détective dans la série Mike Hammer (Mike Hammer, Private Eye).